# 奈马克扩张定理
在算子理论这一数学领域中，奈马克扩张定理将正算子值测度与另一空间上的自伴算子的谱测度关联了起来。此定理冠名于苏联数学家马克·奈马克。它可看作是斯坦斯普林扩张定理的推论。

## 一些先导概念
设 {\displaystyle X} 是一个紧豪斯多夫空间， {\displaystyle H} 是一个希尔伯特空间， {\displaystyle {\mathcal {B}}(H)} 是 {\displaystyle H} 上有界算子所构成的巴拿赫空间。对于 {\displaystyle X} 上的博雷尔 σ-代数 {\displaystyle \Sigma (X)} 到 {\displaystyle {\mathcal {B}}(H)} 的映射 {\displaystyle E} ，若它是弱可数可加的，也就是说若对于任何不相交的博雷尔集序列 {\displaystyle \{B_{i}\}} 有
{\displaystyle \forall x,y\in H,\quad \langle E(\cup _{i}B_{i})x,y\rangle =\sum _{i}\langle E(B_{i})x,y\rangle ,}
则称其为是一个算子值测度。关于此类测度性质的一些术语是：
- {\displaystyle E} 称为是正则的，若标量值测度 {\displaystyle B\mapsto \langle E(B)x,y\rangle } 是一正则的博雷尔测度。这意味着所有紧集都有有限的总变差，并且集合的测度可由开集的测度来逼近。

- {\displaystyle E} 称为是有界算子值测度，若 {\displaystyle |E|=\sup _{B}\|E(B)\|<\infty } 。
- {\displaystyle E} 称为是正算子值测度，若对于任意 {\displaystyle B} 而言 {\displaystyle E(B)} 都是正算子。
- {\displaystyle E} 称为是自伴算子值测度，如果任意 {\displaystyle B} 而言 {\displaystyle E(B)} 都是自伴算子。
- {\displaystyle E} 称为是谱测度，如果 {\displaystyle E} 是自伴的，且{\displaystyle E(B_{1}\cap B_{2})=E(B_{1})E(B_{2})} 对任意 {\displaystyle B_{1},B_{2}} 成立。

下面将始终假设 {\displaystyle E} 是正则的。
令 {\displaystyle {\mathcal {C}}(X)} 表示 {\displaystyle X} 上连续函数所构成的交换C*-代数。如果 {\displaystyle E} 正则且有界，则它可导出一个映射 {\displaystyle \Phi _{E}:{\mathcal {C}}(X)\to {\mathcal {B}}(H)} 如下：
{\displaystyle \langle \Phi _{E}(f)h_{1},h_{2}\rangle =\int _{X}f(x)\langle E(dx)h_{1},h_{2}\rangle .}
反过来也可以从一个有界线性映射确定出一个有界、正则的有界算子值测度，它们有一一对应关系。
{\displaystyle E} 的有界性意味着，对于所有范数为一的 {\displaystyle h\in H} ，有
{\displaystyle \langle \Phi _{E}(f)h,h\rangle =\int _{X}f(x)\langle E(dx)h,h\rangle \leq \|f\|_{\infty }\cdot |E|.}
由此可见对于任意 {\displaystyle f} 给出的 {\displaystyle \Phi _{E}(f)} 都是有界算子，且 {\displaystyle \Phi _{E}} 本身也是一个有界线性映射。
{\displaystyle \Phi _{E}} 的性质与 {\displaystyle E} 的性质直接相关：
- 若 {\displaystyle E} 是正的，则 {\displaystyle \Phi _{E}} 作为C*-代数之间的映射而言也是正的。
- 根据定义， {\displaystyle \Phi _{E}} 成为一个同态的条件是：对于任意的 {\displaystyle X} 上连续函数 {\displaystyle f} 以及 {\displaystyle h_{1},h_{2}\in H} ，

{\displaystyle \langle \Phi _{E}(fg)h_{1},h_{2}\rangle =\int _{X}f(x)\cdot g(x)\;\langle E(dx)h_{1},h_{2}\rangle =\langle \Phi _{E}(f)\Phi _{E}(g)h_{1},h_{2}\rangle .}
取 {\displaystyle f,g} 为博雷尔集的指示函数，可发现上述条件要求 {\displaystyle E} 是一个谱测度。
- 类似地， {\displaystyle \Phi _{E}} 与*运算相容是指

{\displaystyle \langle \Phi _{E}({\bar {f}})h_{1},h_{2}\rangle =\langle \Phi _{E}(f)^{*}h_{1},h_{2}\rangle .}
等号左端是
{\displaystyle \int _{X}{\bar {f}}\;\langle E(dx)h_{1},h_{2}\rangle ,}
而右端是
{\displaystyle \langle h_{1},\Phi _{E}(f)h_{2}\rangle ={\overline {\langle \Phi _{E}(f)h_{2},h_{1}\rangle }}=\int _{X}{\bar {f}}(x)\;{\overline {\langle E(dx)h_{2},h_{1}\rangle }}=\int _{X}{\bar {f}}(x)\;\langle h_{1},E(dx)h_{2}\rangle .}
于是，通过在一个单增收敛于 {\displaystyle B} 的指示函数的连续函数序列中取 {\displaystyle f} ，可得 {\displaystyle \langle E(B)h_{1},h_{2}\rangle =\langle h_{1},E(B)h_{2}\rangle } ，即 {\displaystyle E(B)} 是自伴的。
- 结合前两个事实可以得出以下结论：当且仅当 {\displaystyle E} 是自伴的且谱的 （这样的 {\displaystyle E} 被称为投影值测度）， {\displaystyle \Phi _{E}} 才成为*-同态。

## 奈马克扩张定理
定理 — 设算子值测度 {\displaystyle E:\Sigma (X)\to {\mathcal {B}}(H)} 是正的。则存在一个希尔伯特空间 {\displaystyle K} 、一个有界算子 {\displaystyle V:K\rightarrow H} 以及一个自伴且谱的算子值测度 {\displaystyle F:\Sigma (X)\to {\mathcal {B}}(K)} 满足 
{\displaystyle \forall B\in \Sigma (X),\quad E(B)=VF(B)V^{*}.}

### 证明概要
证明主要是从 {\displaystyle E} 转向其诱导的 {\displaystyle \Phi _{E}} ，然后应用斯坦斯普林扩张定理。
由于 {\displaystyle E} 是正算子值测度，故如前所述 {\displaystyle \Phi _{E}} 是C*-代数间的正映射。进一步地，由于 {\displaystyle {\mathcal {C}}(X)} 是交换C*-代数，可知 {\displaystyle \Phi _{E}} 是完全正映射。至此已满足应用斯坦斯普林扩张定理的条件，从而可知存在一个希尔伯特空间 {\displaystyle K} 、一个*-同态 {\displaystyle \pi :{\mathcal {C}}(X)\to {\mathcal {B}}(K)} 和算子 {\displaystyle V:K\to H} 使得 {\displaystyle \Phi _{E}(f)=V\,\pi (f)\,V^{*}} 。
由于 {\displaystyle \pi } 是*-同态，其对应的算子值测度 {\displaystyle F} 是自伴谱测度——容易看出 {\displaystyle F} 满足所需的性质。

## 有限维情况
在有限维情况下，有一个更明确的表述。
现在设 {\displaystyle X=\{1,\dotsc ,n\}} ，因此 {\displaystyle C(X)} 是有限维代数 {\displaystyle \mathbb {C} ^{n}} ，并且 {\displaystyle H} 的维度为有限的 {\displaystyle m} 。正算子值测度 {\displaystyle E} 则将每个 {\displaystyle i\in X} 映射为一个 {\displaystyle m\times m} 阶的半正定矩阵 {\displaystyle E_{i}} 。奈马克扩张定理这时所说明的就是， {\displaystyle X} 上存在一个投影值测度，其限制为 {\displaystyle E} 。
特别有趣的是 {\displaystyle \sum _{i}E_{i}=I} 的情况，其中 {\displaystyle I} 是恒等算子 （相关应用参见正算子值测度。）在这种情况下，诱导出的映射 {\displaystyle \Phi _{E}} 是保单位元的。可以不失一般性地假设每个 {\displaystyle E_{i}} 具有形式 {\displaystyle x_{i}x_{i}^{*}} ，即向量 {\displaystyle x_{i}\in \mathbb {C} ^{m}} 的外积（且 {\displaystyle x_{i}} 将是次归一化的）。在这样的假设下， {\displaystyle n<m} 的情况将不可能，
1. 要么 {\displaystyle n=m} ，而 {\displaystyle E} 本身就是一个投影值测度（因为 {\displaystyle \sum _{i=1}^{n}x_{i}x_{i}^{*}=I} 当且仅当 {\displaystyle \{x_{i}\}} 是一组规范正交基），
2. 要么 {\displaystyle n>m} ，而 {\displaystyle \{E_{i}\}} 并非是由相互正交的投影构成。

对于第二种情况，寻找合适的投影值测度的问题将转化为以下问题。根据假设，非方矩阵
{\displaystyle M={\begin{bmatrix}x_{1}\cdots x_{n}\end{bmatrix}}}
是余等距的，也就是说满足 {\displaystyle MM^{*}=I} 。若能找到 {\displaystyle (n-m)\times n} 阶矩阵 {\displaystyle N} 使得
{\displaystyle U={\begin{bmatrix}M\\N\end{bmatrix}}}
是一个 {\displaystyle n\times n} 阶幺正矩阵，那么到 {\displaystyle U} 的各个列向量上的投影的所构成的投影值测度就具有所需的性质。原则上，总能找到这样的 {\displaystyle N} 。